# Марія Піа Бурбон-Сицилійська (1878—1973)
Марія Піа Бурбон-Сицилійська (італ. Maria Pia di Borbone-Due Sicilie), повне ім'я  Марія ді Граціа Піа К'яра Анна Тереза Ізабелла Луїтгарда Аполлонія Агата Сесилія Філомена Антонія Лючія Крістіна Катерина ді Бурбон, принцеса Обох Сицилій (італ. Maria di Grazia Pia Chiara Anna Teresa Isabella Luitgarda Apollonia Agata Cecilia Filomena Antonia Lucia Cristina Caterina di Borbone, principessa delle Due Sicilie), (нар. 12 серпня 1878 — пом. 20 червня 1973) — сицилійська принцеса з династії Бурбонів, донька принца Альфонсо та принцеси Антонієтти Бурбон-Сицилійських, дружина імператорського принца Бразилії Луїша.
Мешкала у Франції. Відвідала у 1922 році Бразилію, де справила приємне враження. Брала участь у закладці фундаменту статуї Христа Спасителя в Ріо-де-Жанейро.

## Біографія
Народилась 12 серпня 1878 року у Каннах. Була шостою дитиною та третьою донькою в родині принца Альфонсо Бурбон-Сицилійського, який носив титул графа Казерти, та його дружини Антонієтти. Батьки доводились одне одному кузенами. Мала старших братів Фердинанда Пія та Карлоса і сестер Марію Іммакулату та Марію Крістіну. Ще один брат помер до її народження. Згодом родина поповнилася шістьома молодшими дітьми.
Хрещеними батьками новонародженої стали колишній герцог Парми Роберт I та його дружина Марія Піа. 
Родина мешкала у вигнанні у Франції. Марія Піа та її сестри отримали освіту у Коледжі Святого Серця в Екс-ан-Провансі. У 9-річному віці принцеса була представлена своєму родичеві імператорові Бразилії Педру II, виконавши для нього «Турецький марш» Моцарта.
У 1894 році батько став титулярним королем Обох Сицилій. Намагаючись влаштувати шлюби доньок, він запросив у гості кузину Ізабеллу Бразильську з кимось із синів. Та вибрала для візиту середнього, Луїша, однак хлопець більше цікавився подорожами, ніж дівчатами. 1903 року Луїш знову навідав кузин і цього разу закохався у Марію Пію. Пара заручилася. Принцесу змальовували розумною та вродливою дівчиною із чорним волоссям та блакитними, як барвінок, очима.

30 жовтня 1908 року старший брат нареченого, Педру де Алькантара, відмовився від прав престолонаслідування, аби взяти морганатичний шлюб. Луїш отримав титул імператорського принца і став спадкоємцем трону Бразилії.

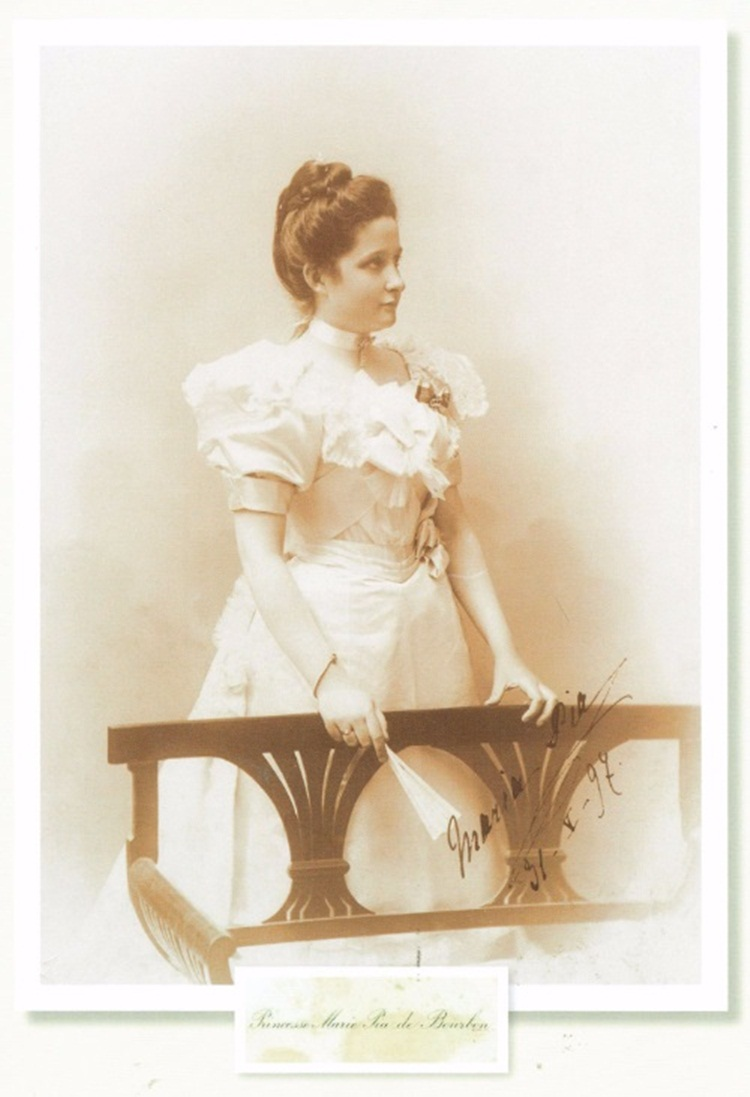
Світлина 1897 року

У віці 30 років Марія Піа побралася з принцом Луїшем, своїм однолітком. Реєстрація цивільного шлюбу пройшла 3 листопада 1908 у Каннах. Вінчання відбулося наступного дня у місцевій парафіяльній церкві Нотр-Дам-дю-Бон-Вояж. Ізабелла Бразильська писала, що подія святкувалася «з усією пишнотою, яку я хотіла для такого урочистого акту в житті мого наступника на бразильському престолі. Я була у нестямі від радощів.». Після весілля пара вирушила до Італії та Індії. В подальшому у подружжя з'явилося троє дітей.
Луїш брав участь у Першій світовій війні у складі англійського війська від 23 серпня 1914 до 15 червня 1915 й важко захворів, перебуваючи в окопах Фландрії. Решту життя пересувався в інвалідному візку. Хвороба прогресувала й у березні 1920 року він помер, прийнявши належні церковні таїнства в присутності дітей. Протягом останніх років чоловіка Марія Пія піклувалася про нього, перевізши до вілли Марія Терезія в Каннах.
У листопаді 1921 року пішла з життя свекруха Марії Пії, Ізабелла Бразильська, і старший син пари став титулярним імператором Бразилії. Мешкаючи у Франції, родина, проте, підтримувала тісні зв'язки з Бразилією. У 1922 році Марія Піа із синами та тестем, Гастоном Орлеанським, на кораблі «Марсілія» відпливли до Ріо-де-Жанейро на святкування 100-річчя незалежності країни. 80-річний Гастон помер під час плавання. Діючий президент Епітасіу да Сілва Пессоа наказав дружині привітати Марію Пію на борту корабля і поводитися з нею згідно протоколу, як з принцесою правлячого дому. В Сан-Паулу сімейство зупинилося в будинку колишньої графіні Пентеадо, однієї з найбагатших дам міста. У Бразилії принцеса справила приємне враження на сучасників, особливо на членів партії роялістів. Брала участь у закладанні фундаменту статуї Христа Спасителя, виконавши прохання покійної свекрухи.
Надалі Марія Піа повністю присвятила себе вихованню і навчанню дітей, а потім і онуків, вплинувши на формування їхнього світогляду. У 1938 році стала хрещеною матір'ю свого першого онука Луїса Гаштана, який надалі залишався її улюбленцем. Будучи відданою католичкою, вела листування і зустрічалася особисто з кількома Папами Римськими. Пій X подарував їй свою фотографію на згадку про розмову.
Померла у своєму заміському будинку у Мандельє-ла-Напуль 20 червня 1973 року. Була похована, згідно свого бажання, у Королівській каплиці в Дрьо.

## Родина

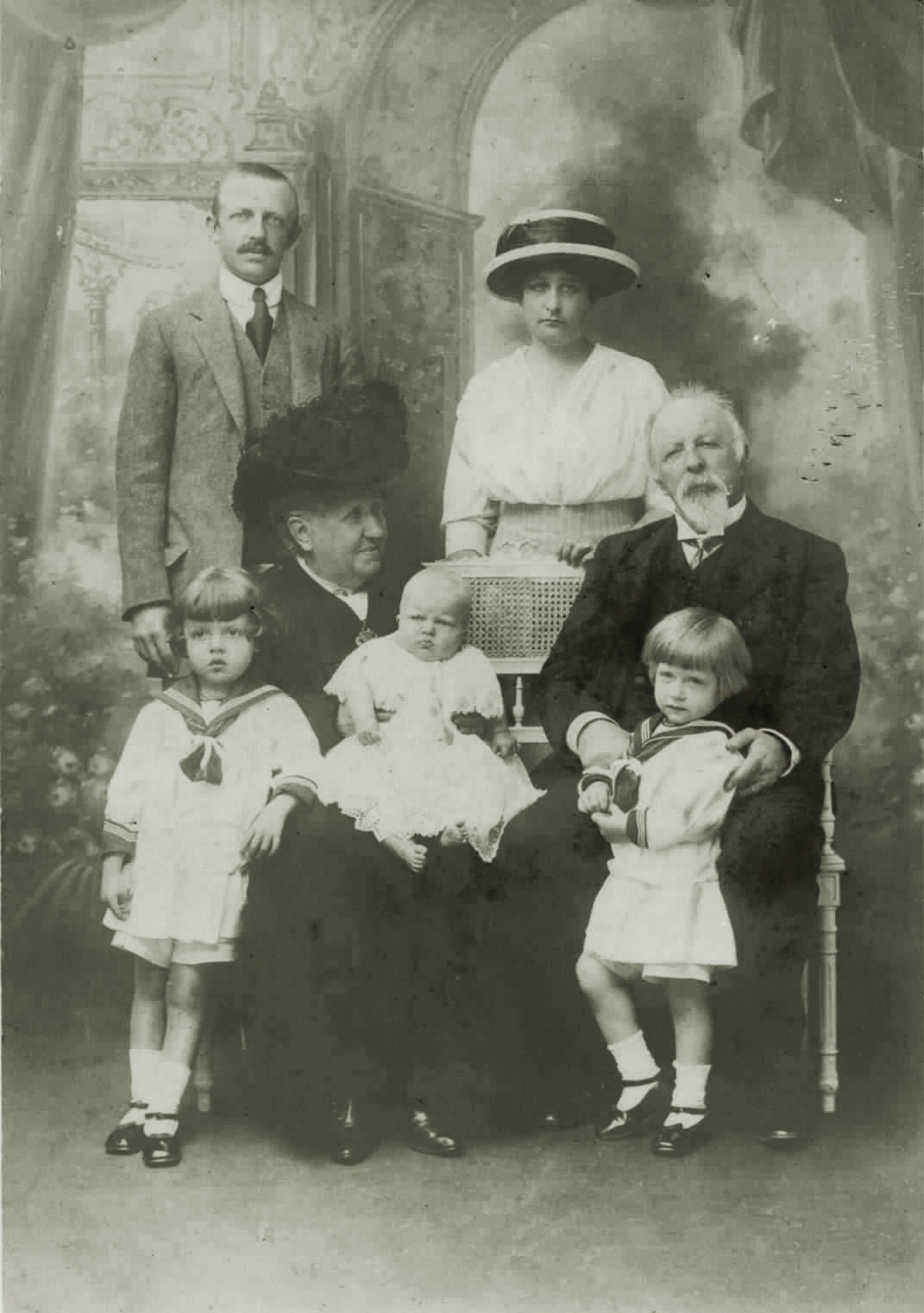
Марія Піа з чоловіком, його батьками та дітьми, 1913

Чоловік — Луїш Орлеан-Браганський
Діти:
- Педру Енріке (1909—1981) — титулярний імператор Бразилії у 1921—1981 роках, був одруженим з баварською принцесою Марією Єлизаветою,[6] мав дванадцятеро дітей.
- Луїш Гаштан (1911—1931) — одруженим не був, дітей не мав;
- Піа Марія (1913—2000) — дружина графа Рене де Ніколе, мала двох синів.

## Нагороди
- Орден Святої Елизавети 1-го ступеня (Баварський королівський дім);
- Великий хрест справедливості Костянтинівського ордену Святого Георгія (Сицилійські Бурбони).[7]